# Vajda Ernő (író)
Vajda Ernő, külföldön Ernest Vajda, 1904-ig Weisz Ernő (Pápa, 1886. május 27. – Woodland Hills, USA, 1954. április 3.) újságíró, színpadi szerző.

## Életútja
Weisz Lajos és Fischer Terézia fiaként született. Pályafutását újságíróként kezdte. 1904-ben Weisz családi nevét Vajdára változtatta. 1908–09-ben a Thália Társaság titkára volt, első művének bemutatóját is ők szervezték. Később budapesti magánszínházaknál kerültek színre művei, többet külföldön is előadtak sikerrel. 1913. január 4-én Budapesten, a Ferencvárosban feleségül vette Koza Borbála Zsuzsanna Juliannát, Koza Ferenc és Kubovcsik Julianna lányát. Az első világháborút követően a bécsi Sascha-filmgyár forgatókönyvíróként alkalmazta. Együtt dolgozott Korda Sándor rendezővel is. 1927 körül kivándorolt az USA-ba, ahol szintén forgatókönyveket írt. Álneve Sidney/Sydney Garrick volt.

## Színművei
- Hajtóvadászat színmű. 1908. Thália Társaság. (zene: Huszka Jenő)
- Férj és feleség, vígjáték 1 felvonásban. uo. 1908. november 7.
- Rozmarin néni, vígjáték 4 felvonásban. Bemutató: 1910. március 12., Magyar Színház.
- Ludas Matyi, vígjáték 3 felvonásban. Bemutató: 1911. november 17., Nemzeti Színház.
- Mr. Bobby, komédia 3 felvonásban. Bemutató: 1914. február 20., Nemzeti Színház
- A váratlan vendég, színjáték, 3 felvonásban. Bemutató: 1917. január 20., Magyar Színház.
- Fata Morgana, színmű. 1917 januárjában Bergen-ben (Norvégia) mutatták be; március havában a krisztiániai Nemzeti Színház is műsorába illesztette, majd 1918 február havában a hamburgi Thalia Theater is előadta.
- A válóperes hölgy, vígjáték 3 felvonásban. Bemutató: 1923. március 3., Magyar Színház.
- Stockholmban a Wasa Színház „Bleckpumpen” (Tintafolt) címen előadta: 1923. szeptember 22-én. (Adták még Hamburgban, Kairóban stb.)
- A trónörökös, színmű, 1923. augusztus 3-án a Renaissance Színházban került színre, Törzs Jenő bemutatkozásával – (1923. szeptember 29-én Barcelonában is színre került.)
- Farsangi lakodalom, vígopera, 3 felvonásban. Zenéjét szerezte: Poldini Ede. Bemutató: 1924. február 16., Magyar Királyi Operaház.
- A hárem, vígjáték 3 felvonásban. 1924. február 22. Renaissance Színház. Mint zenés vígjáték Fényes Szabolcs zenéjével, Harmath Imre verseivel bemutatva a Fővárosi Operett Színházban, 1931. április 24-én.
- Délibáb, színmű 3 felvonásban. 1925. január 10. Vígszínház. (Lásd előbb: Fata Morgana.)

Fordítása (de későbbi újsághírek szerint csak álnéven benyújtott eredeti darabja): Szerelem vására, amerikai történet 7 képben. Írta: Sidney Garrick. Bem. 1919. december 20. uo. – újra: 1925. április 1.

## Filmjei
- Szerelem vására (eredetileg: Die Schuld der Lavinia Morland, 1920)
- Sámson és Delila (eredetileg: Samson und Delila, 1922)
- Az Óceán urai (eredetileg: Herren der Meere, 1922)
- A holnap titka (eredetileg: Das unbekannte Morgen, 1923)
- A trónörökös (eredetileg: Tragödie im Hause Habsburg, 1924)
- Hotel Potemkin (eredetileg: Die letzte Stunde, 1924)
- Jedermanns Frau (1924)
- Wenn du noch eine Mutter hast (1924)
- Grounds for Divorce (1925)
- You Never Know Women (1926)
- The Cat's Pajamas (1926)
- The Crown of Lies (1926)
- The Woman on Trial (1927)
- Service for Ladies (1927)
- Serenade (1927)
- Loves of an Actress (1928)
- Manhattan Cocktail (1928)
- His Private Life (1928)
- Manhattan Cowboy (1928)
- A rejtelmes éj (eredetileg: A Night of Mystery, 1928)
- His Tiger Wife (1928)
- Királynő férje (eredetileg: The Love Parade, 1929)
- Innocents of Paris (1929)
- Marquis Preferred (1929)
- Monte Carlo (1930)
- Such Men Are Dangerous (1930)
- A mosolygó hadnagy (eredetileg: The Smiling Lieutenant, 1931)
- Tonight or Never (1931)
- The Guardsman (1931)
- India fia (eredetileg: Son of India, 1931)
- Csók a kastélyban (eredetileg: Smilin' Through, 1932)
- Broken Lullaby (1932)
- Service for Ladies (1932)
- Payment Deferred (1932)
- Monsieur Albert (1932)
- Krisztina királynő (eredetileg: Queen Christina, 1933)
- Reunion in Vienna (1933)
- A víg özvegy (eredetileg: The Merry Widow, 1934)
- Ahol tilos a szerelem (eredetileg: The Barretts of Wimpole Street, 1934)
- La Veuve joyeuse (1935)
- A lázadó asszony (eredetileg: A Woman Rebels, 1936)
- Őfelsége inasa (eredetileg: Personal Property, 1937)
- Gáláns kaland (eredetileg: The Great Garrick, 1937)
- Mária Antoinette (1938)
- Színiiskola (eredetileg: Dramatic School, 1938)
- Hét tenger kikötője (eredetileg: Port of Seven Seas, 1938)
- He Stayed for Breakfast (1940)
- They Dare Not Love (1941)
- Smilin' Through (1941)
- The Chocolate Soldier (1941)